# 希拉·陶尔米纳
希拉·陶尔米纳（英語：Sheila Taormina，1969年3月18日—），美国女子游泳、现代五项、铁人三项运动员。她曾代表美国参加1996年、2000年、2004年和2008年夏季奥林匹克运动会，获得一枚金牌。